# Olympische Sommerspiele 2024/Rudern – Zweier ohne Steuerfrau
Der Zweier ohne Steuerfrau im Rudern bei den Olympischen Spielen 2024 in Paris fand vom 28. Juli bis 2. August 2024 statt. Schauplatz der Wettkämpfe war die Regattastrecke Stade nautique de Vaires-sur-Marne im Ort Vaires-sur-Marne, der sich östlich des Großraums Paris befindet. Titelverteidigerinnen sind die Neuseeländerinnen Grace Prendergast und Kerri Gowler, die im Finale in Tokio in 6:50,19 Minuten zum Olympiasieg ruderten.

## Titelträgerinnen
| Olympische Spiele 2020       | Grace Prendergast / Kerri Gowler    | Tokio             |
| Weltmeisterschaften 2023     | Ymkje Clevering / Veronique Meester | Belgrad           |
| Panamerikanische Spiele 2023 | Hannah Paynter / Isabela Darvin     | Santiago de Chile |
| Asienspiele 2022             | Wang Tingting / Zhang Xuan          | Hangzhou          |
| Europameisterschaften 2024   | Ioana Vrînceanu / Roxana Anghel     | Szeged            |

## Qualifikation
Die Qualifikation erfolgte hauptsächlich über die Weltmeisterschaften 2023. Die besten elf Nationen dort erhielten einen Quotenplatz für die Olympischen Spiele in Paris. Die verbleibenden zwei Startplätze wurden bei einer finale Qualifikationsregatta in Luzern im Mai 2024 vergeben.

## Vorläufe
Sonntag, 28. Juli 2024

### Vorlauf 1
| Rang | Bahn | Nation             | Athletinnen                          | Zeit (min) | Qualifikation  |
| ---- | ---- | ------------------ | ------------------------------------ | ---------- | -------------- |
| 1    | 3    | Niederlande        | Ymkje Clevering, Veronique Meester   | 7:17,81    | Halbfinale A/B |
| 2    | 4    | Litauen            | Kamilė Kralikaitė, Ieva Adomavičiūtė | 7:22,53    | Halbfinale A/B |
| 3    | 5    | Vereinigte Staaten | Azja Czajkowski, Jessica Thoennes    | 7:25,52    | Halbfinale A/B |
| 4    | 1    | Dänemark           | Hedvig Rasmussen, Fie Udby Erichsen  | 7:30,91    | Hoffnungslauf  |
| 5    | 2    | Neuseeland         | Kate Haines, Alana Sherman           | 7:43,56    | Hoffnungslauf  |

### Vorlauf 2
| Rang | Bahn | Nation         | Athletinnen                          | Zeit (min) | Qualifikation  |
| ---- | ---- | -------------- | ------------------------------------ | ---------- | -------------- |
| 1    | 2    | Rumänien       | Ioana Vrînceanu, Roxana Anghel       | 7:24,27    | Halbfinale A/B |
| 2    | 4    | Irland         | Aifric Keogh, Fiona Murtagh          | 7:28,22    | Halbfinale A/B |
| 3    | 1    | Tschechien     | Radka Novotníková, Pavlína Flamíková | 7:28,23    | Halbfinale A/B |
| 4    | 3    | Großbritannien | Rebecca Edwards, Chloe Brew          | 7:29,70    | Hoffnungslauf  |

### Vorlauf 3
| Rang | Bahn | Nation       | Athletinnen                                | Zeit (min) | Qualifikation  |
| ---- | ---- | ------------ | ------------------------------------------ | ---------- | -------------- |
| 1    | 1    | Australien   | Jessica Morrison, Annabelle McIntyre       | 7:16,58    | Halbfinale A/B |
| 2    | 3    | Griechenland | Evangelia Anastasiadou, Christina Bourmpou | 7:20,49    | Halbfinale A/B |
| 3    | 4    | Chile        | Melita Abraham, Antonia Abraham            | 7:23,01    | Halbfinale A/B |
| 4    | 2    | Spanien      | Esther Briz Zamorano, Aina Cid Centelles   | 7:24,09    | Hoffnungslauf  |

## Hoffnungslauf
Montag, 29. Juli 2024
| Rang | Bahn | Nation         | Athletinnen                              | Zeit (min) | Qualifikation  |
| ---- | ---- | -------------- | ---------------------------------------- | ---------- | -------------- |
| 1    | 2    | Dänemark       | Hedvig Rasmussen, Fie Udby Erichsen      | 7:34,57    | Halbfinale A/B |
| 2    | 3    | Spanien        | Esther Briz Zamorano, Aina Cid Centelles | 7:36,98    | Halbfinale A/B |
| 3    | 4    | Großbritannien | Rebecca Edwards, Chloe Brew              | 7:37,11    | Halbfinale A/B |
| 4    | 1    | Neuseeland     | Kate Haines, Alana Sherman               | 7:46,18    | –              |

## Halbfinale
Mittwoch, 31. Juli 2024

### Halbfinale A/B 1
| Rang | Bahn | Nation         | Athletinnen                                | Zeit (min) | Qualifikation |
| ---- | ---- | -------------- | ------------------------------------------ | ---------- | ------------- |
| 1    | 4    | Niederlande    | Ymkje Clevering, Veronique Meester         | 7:10,16    | A-Finale      |
| 2    | 3    | Rumänien       | Ioana Vrînceanu, Roxana Anghel             | 7:14,53    | A-Finale      |
| 3    | 5    | Griechenland   | Evangelia Anastasiadou, Christina Bourmpou | 7:18,28    | A-Finale      |
| 4    | 6    | Dänemark       | Hedvig Rasmussen, Fie Udby Erichsen        | 7:19,11    | B-Finale      |
| 5    | 1    | Großbritannien | Rebecca Edwards, Chloe Brew                | 7:28,76    | B-Finale      |
| 6    | 2    | Tschechien     | Radka Novotníková, Pavlína Flamíková       | 7:33,68    | B-Finale      |

### Halbfinale A/B 2
| Rang | Bahn | Nation             | Athletinnen                              | Zeit (min) | Qualifikation |
| ---- | ---- | ------------------ | ---------------------------------------- | ---------- | ------------- |
| 1    | 4    | Australien         | Jessica Morrison, Annabelle McIntyre     | 7:14,14    | A-Finale      |
| 2    | 6    | Vereinigte Staaten | Azja Czajkowski, Jessica Thoennes        | 7:15,59    | A-Finale      |
| 3    | 3    | Litauen            | Kamilė Kralikaitė, Ieva Adomavičiūtė     | 7:19,27    | A-Finale      |
| 4    | 2    | Chile              | Melita Abraham, Antonia Abraham          | 7:26,82    | B-Finale      |
| 5    | 1    | Spanien            | Esther Briz Zamorano, Aina Cid Centelles | 7:30,36    | B-Finale      |
| 6    | 5    | Irland             | Aifric Keogh, Fiona Murtagh              | 7:32,97    | B-Finale      |

## Finale

### A-Finale
Freitag, 2. August 2024

Anmerkung: zur Ermittlung der Plätze 1 bis 6
| Rang | Bahn | Nation             | Athletinnen                                | Zeit (min) |
| ---- | ---- | ------------------ | ------------------------------------------ | ---------- |
| 1    | 3    | Niederlande        | Ymkje Clevering, Veronique Meester         | 6:58,67    |
| 2    | 5    | Rumänien           | Ioana Vrînceanu, Roxana Anghel             | 7:02,97    |
| 3    | 4    | Australien         | Jessica Morrison, Annabelle McIntyre       | 7:03,54    |
| 4    | 2    | Vereinigte Staaten | Azja Czajkowski, Jessica Thoennes          | 7:05,31    |
| 5    | 1    | Litauen            | Kamilė Kralikaitė, Ieva Adomavičiūtė       | 7:05,34    |
| 6    | 6    | Griechenland       | Evangelia Anastasiadou, Christina Bourmpou | 7:13,30    |

### B-Finale
Freitag, 2. August 2024

Anmerkung: zur Ermittlung der Plätze 7 bis 12
| Rang | Bahn | Nation         | Athletinnen                          | Zeit (min) |
| ---- | ---- | -------------- | ------------------------------------ | ---------- |
| 7    | 5    | Spanien        | Esther Briz, Aina Cid                | 7:07,08    |
| 8    | 1    | Irland         | Aifric Keogh, Fiona Murtagh          | 7:08,88    |
| 9    | 4    | Chile          | Melita Abraham, Antonia Abraham      | 7:10,45    |
| 10   | 6    | Tschechien     | Radka Novotníková, Pavlína Flamíková | 7:10,46    |
| 11   | 3    | Dänemark       | Hedvig Rasmussen, Fie Udby Erichsen  | 7:12,01    |
| 12   | 2    | Großbritannien | Rebecca Edwards, Chloe Brew          | 7:16,02    |

### Weiteres Klassement ohne Finals
| Rang | Nation     | Athletinnen                | Zeit (min) |
| ---- | ---------- | -------------------------- | ---------- |
| 13   | Neuseeland | Kate Haines, Alana Sherman | –          |